# Ankhesenpepi IV
Ankhesenpepi IV (fl. XXIII-XXII secolo a.C.) è stata una regina egizia della VI dinastia.

## Biografia
Fu sposa del faraone Pepi II, la durata del regno del quale è molto dibattuta (Manetone gli attribuisce ben 94 anni di regno, mentre gli studiosi moderni gliene assegnano circa 65). Fu la madre di un faraone di nome Neferkara, stando a un'iscrizione nella sua tomba. Non è noto con certezza di quale Neferkara si tratti, dal momento che vari faraoni regnarono con questo nome durante il Primo periodo intermedio dell'Egitto: forse Neferkara Nebi. Pepi II ebbe un gran numero di altre mogli.
I titoli di Ankhesenpepi IV furono: Madre del Re - di Ankhdjed Neferkara, Madre del Duplice Re, Sposa del Re - di Menankh Neferkara, Sposa del Re Sua Amata, Figlia del dio, Figlia adottiva di Uadjet.

## Sepoltura
Ankhesenpepi IV fu sepolta a Saqqara. Forse mancarono le risorse per una sepoltura appropriata, siccome non dispone di una piramide personale. Il suo sarcofago, in granito riciclato, fu rinvenuto in un deposito nel tempio mortuario della regina Iput II, altra sposa di Pepi II.
Non è chiaro se questa regina sia stata originariamente inumata nel complesso di Iput II o se vi sia stata traslata nel Primo periodo intermedio dell'Egitto. Il sarcofago di Ankhesenpepi IV reca inscritto un testo di grande interesse storico che permette di fare luce sulle vicende della VI dinastia. La sua traduzione si è rivelata particolarmente difficile e dubbia, ma una parziale decifrazione è stata compiuta con successo, permettendo di comprendere che Userkara regnò per circa quattro anni, ma che il suo nome fu poi cancellato dai monumenti e altrove a causa di una damnatio memoriae ufficiale.